# Aeroklub Kujawski w Inowrocławiu
Aeroklub Kujawski im. marsz. Józefa Piłsudskiego w Inowrocławiu – jeden z aeroklubów regionalnych z siedzibą w Inowrocławiu (wchodzących w skład Aeroklubu Polskiego), którego patronem jest marszałek Józef Piłsudski. Siedziba Aeroklubu znajduje się przy ul. Toruńskiej 160.  
Aeroklub powstał w 1933 roku. Jego pierwszym prezesem został dr Henryk Zborowski. 19 stycznia 2023 inowrocławscy lotnicy świętowali obchody 90-lecia Aeroklubu Kujawskiego. Na terenie aeroklubu odbywają się szkolenia – lotnicze, szybowcowe oraz spadochronowe.